# 今日よりちょっといい、明日を
『今日よりちょっといい、明日を』（きょうよりちょっといいあしたを）は、TBSラジオで放送されているラジオ番組である。2006年10月7日放送開始。

## 概要
2002年7月よりTBSラジオが行ってきた「TBSラジオ環境キャンペーン」の一環としてのレギュラー番組。環境に関しての数々の企業の取り組みや、エコロジー・グッズの紹介などを行う。

## 放送時間
- 毎週土曜日 5:20 - 5:30（JST）（ - 2010年10月2日）
- 毎週日曜日 5:40 - （JST）[1]（2010年10月10日 - 2012年5月27日。『プレシャスサンデー』内）
- 毎週日曜日 6:35 - （JST）（2012年6月3日 - 。『プレシャスサンデー』内）

## パーソナリティ
- 柳井麻希 （フリーキャスター）